# 威廉·吉尔摩·西姆斯
威廉·吉尔摩·西姆斯（William Gilmore Simms，1806年4月17日—1870年6月11日）是一位美国南方作家、政治家，战前南方文学中坚，奴隶制的坚定捍卫者。他的《南卡罗来纳州历史》（History of South Carolina）是在20世纪大部分时间是一部权威教科书。爱伦·坡认为他是美国有史以来最好的小说家。除去写作外，他也是几家期刊和报纸的编辑，1844年至1846年在南卡罗来纳州众议院任职。

## 早年
西姆斯于1806年4月17日出生于南卡罗来纳州的查尔斯顿，拥有苏格兰、爱尔兰人血统。他的母亲哈里特（Harriet Ann Augusta；née Singleton，1784-1808年）在他婴儿时期就去世了，其父老威廉·吉尔摩·西姆斯（William Gilmore Simms Senior；1762-1830）是一名商人。他由外祖母简（Jane Miller Singleton Gates）抚养长大，她经历过美国独立战争，给他讲过不少独立战争的故事。
少年时，西姆斯在一家药店工作，立志学医。他18岁（大约1824年）开始学习法律。后来，他在1841年获得阿拉巴马大学荣誉法学博士学位。
他于1827年获得南卡罗来纳州的律师资格；然而他很快就放弃当律师，转而从事文学创作。西姆斯八岁时第一次写诗。在他19岁时，他创作了一部关于查尔斯·科茨沃斯·平克尼的单声歌曲。1828年，他成为《城市公报》（City Gazette）的记者、编辑，也是公司老板之一。他一直在该报社工作，直至其于1832年倒闭。
1833年，他的小说《马丁·费伯，一个罪犯的故事》（Martin Faber, the Story of a Criminal）出版，这部作品扩充自他早年写的一部短篇小说。小说出版后，西姆斯成为了全国知名作家。

## 编辑、政治家
西姆斯在1840年代和1850年代是《木兰》（Magnolia）、《南部和西部》（Southern and Western）及支持奴隶制的《南方季度评论》（Southern Quarterly Review）的编辑。
他开始地支持奴隶制。1833年至1846年间，他担任南卡罗莱纳众议院议员，后以一票之差落选南卡罗来纳州副州长。

## 支持奴隶制

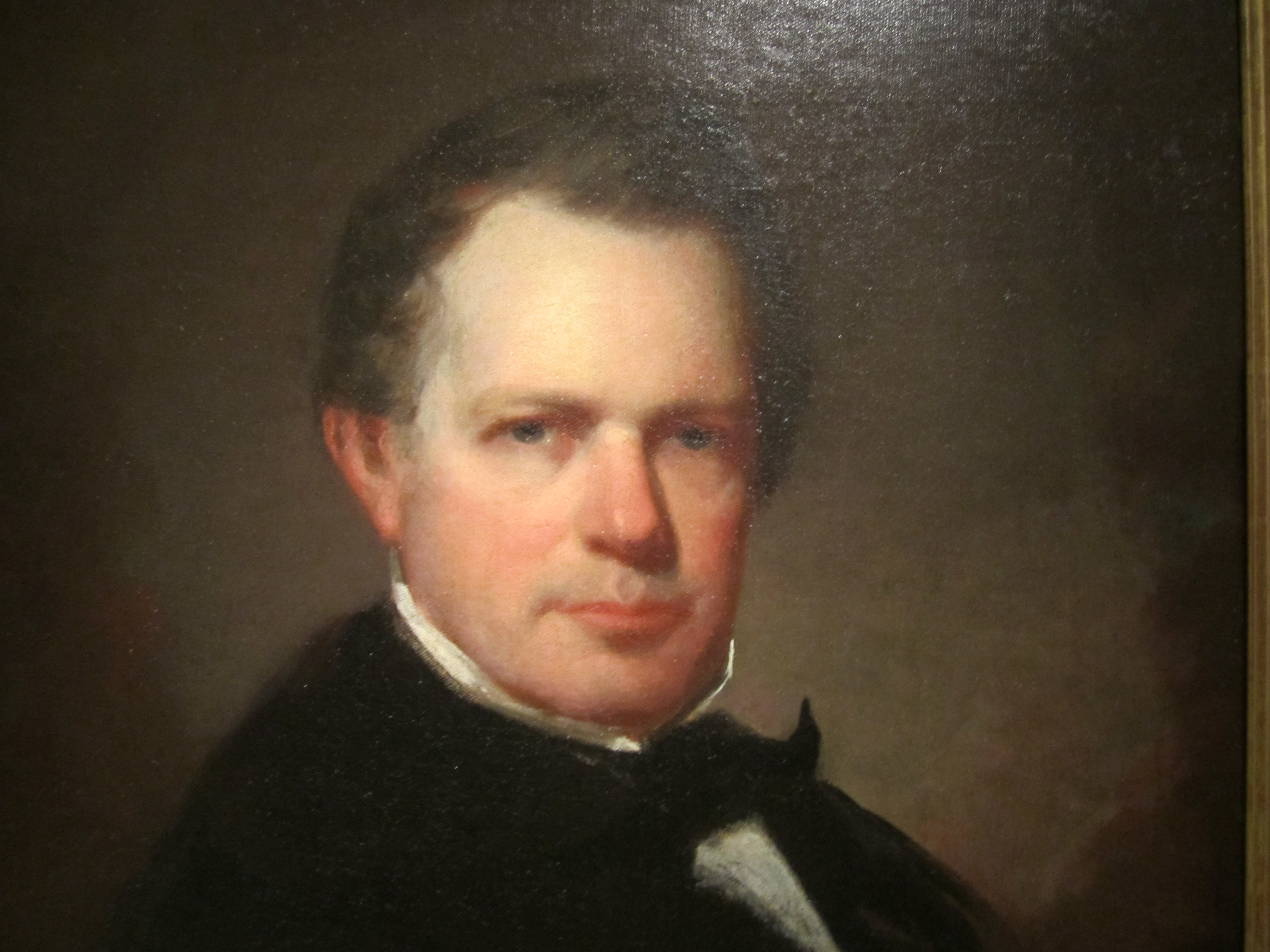
威廉·吉尔摩·西姆斯，华盛顿特区国家肖像画廊

在1837年11月的《南方文学信使》（Southern Literary Messenger）中，西姆斯发表了一篇对哈里特·马蒂诺《美国社会》的评论，为奴隶制辩护。1838年、1852年，这篇文章两度独立出版。西姆斯对反奴隶制的《汤姆叔叔的小屋》持批评意见。
西姆斯和埃德蒙·鲁芬、詹姆斯·亨利·哈蒙德、纳撒尼尔·贝弗利·塔克和乔治·弗雷德里克·霍姆斯等南方知识分子有来往。他们一起发表了许多文章，呼吁对南方进行道德改革。
内战之后，他一贫如洗，只好努力工作赚取，因此健康状况每况愈下。1870年6月11日，西姆斯在他长女位于查尔斯顿社会街（Society Street）13号的家中因癌症去世，安葬在玉兰公墓（Magnolia Cemetery）。他的纪念碑坐落在查尔斯顿炮台公园中心，1879年落成。

## 作品
- Monody, on the Death of Gen. Charles Cotesworth Pinckney (1825)
- Lyrical and Other Poems (1827)
- Tile Vision of Cortes, Cain, and Other Poems (1829)
- The Tricolor, or Three Days of Blood in Paris (1830)
- Atalantis, a Tale of the Sea (1832).
- Martin Faber, the Story of a Criminal (1833)
- Guy Rivers: A Tale of Georgia (1834)
- The Yemassee (1835)
- The Partisan (1835)
- Pelayo: a Story of the Goth (1838)
- Mellichampe (1836)
- Richard Hurdis; or, the Avenger of Blood. A Tale of Alabama (1838)
- Border Beagles: A Tale of Mississippi (1840)
- History of South Carolina (1840, 1860)
- The Kinsmen (1841)
- The Wigwam and the Cabin (1845)
- The Life of Captain John Smith, the Founder of Virginia (1846)
- The Lily and the Totem, or, The Huguenots in Florida (1850)
- Katharine Walton (1851)
- The Tennessean's Story (1852)
- The Golden Christmas (1852)
- Vasconselos (1853)
- Southward Ho! A Spell of Sunshine (1854)
- Woodcraft (1854)
- The Forayers (1855)
- Eutaw (1856)
- The Cassique of Kiawah (1859)
- Simms' poems: Areytos Songs and Ballads of the South (1860)
- A City Laid Waste: The Capture, Sack, and Destruction of the City of Columbia (1865)
- Joscelyn (1867)